# Jeżyna popielica
Jeżyna popielica Rubus caesius L. (ostrężyna, popielica) – gatunek rośliny z rodziny różowatych. Występuje w strefie klimatu umiarkowanego w Eurazji. W Polsce jest pospolity. Jedna z nielicznych jeżyn stosunkowo łatwa do rozpoznania i dlatego popularna. Nazwa jest jednak często nadużywana i podawana w odniesieniu do innych jeżyn z podrodzaju Rubus.

## Morfologia
PokrójKrzew o wysokości 0,5-2 m. Pędy kolczaste, czołgające się lub wspinające.
ŁodygaPędy płonne (roczne), obłe, proste, cienkie, nagie lub słabo owłosione, woskowato oszronione, o prostych kolcach, pokryte gruczołkami na trzoneczkach, zielne sinawe. Dwuletnie, częściowo zdrewniałe u podstawy, rozgałęziają się, kwitną i owocują.
Liście3- listkowe o listkach eliptycznych, niekiedy klapowanych, brzegiem wcinano-piłkowanych, czasami wrębnych lub klapowanych. Przylistki wąskolancetowate.
KwiatyBiałe, szerokie, pomięte, mniej lub bardziej gruczołowate, tworzące baldachogrona lub grona. Kielich kutnerowato omszony, o wygiętych działkach, płatki korony podługowate, na szczycie wycięte. Na owocu działki są wyciągnięte w długi koniec. Są ogruczolone, na owocu zwrócone do góry. Pręciki o tej samej długości co słupek.
OwoceZłożony z dużych i nielicznych pestkowców. Zrośnięte owocki tworzą nibyowoc, nazywany jeżyną. W przeciwieństwie do malin pełny, gdyż odpada z częścią rozrośniętego dna kwiatowego. Podobnie jak pędy owoc jest niebieskawo oszroniony (stąd nazwa gatunkowa – popielica od popielatego koloru owoców).

## Biologia i ekologia
Nanofanerofit, chamefit. Siedlisko: lasy aluwialne, zwłaszcza łęgi wierzbowe, wierzbowo-topolowe i w zbiorowiskach dla nich zastępczych, zarośla i przydroża, zwłaszcza w miejscach bogatych w związki azotu, na siedliskach świeżych. Kwitnie od maja do września. W klasyfikacji zbiorowisk roślinnych gatunek charakterystyczny (słabo) dla SCl. Galio-Urticenea, a odmiana var. dunensis dla związku zespołów (All.) Salicion arenariae.
Tworzy mieszańce z maliną właściwą (R. idaeus L.) oraz z licznymi innymi gatunkami.

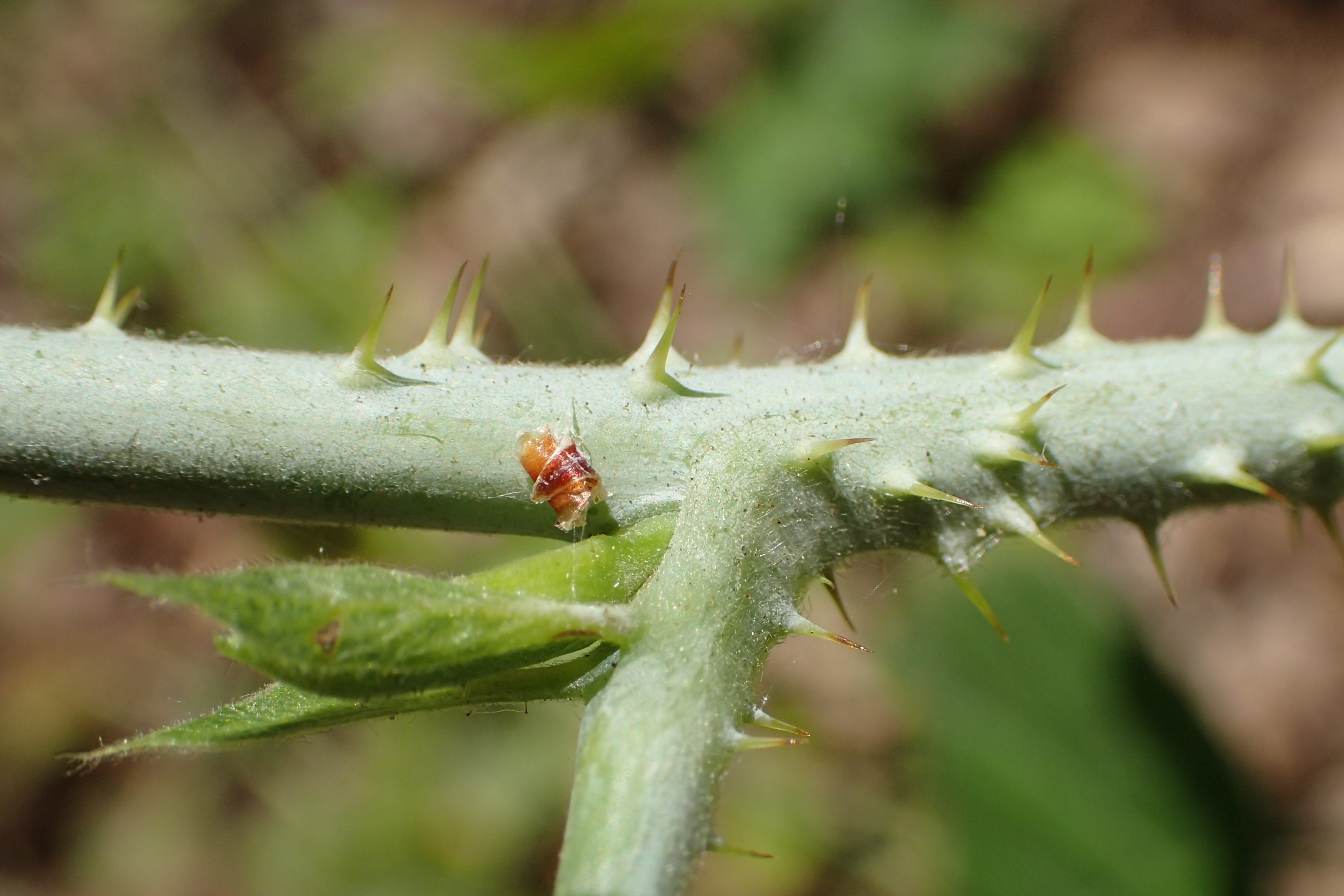
Pęd z przylistkiem
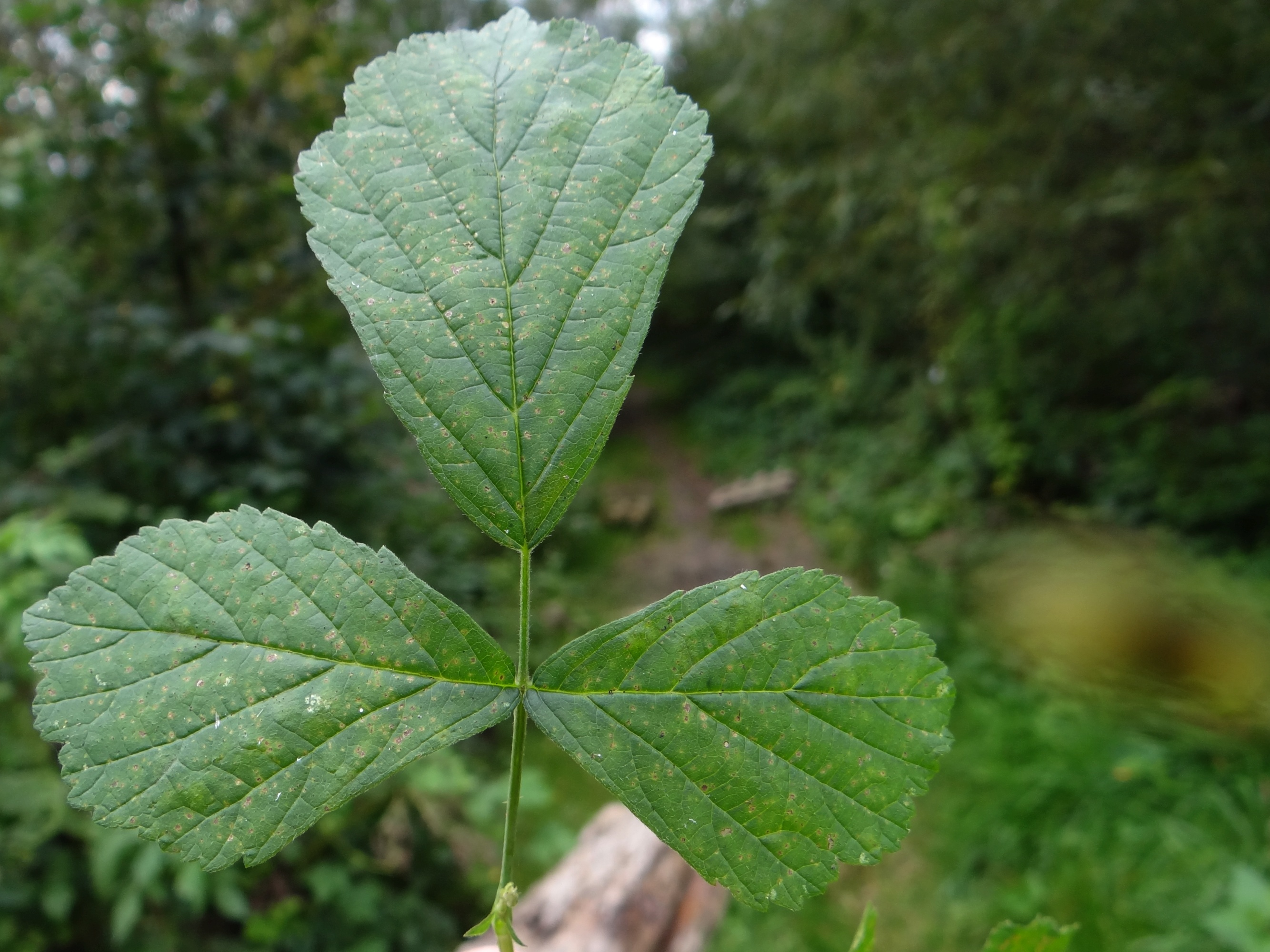
Liść lekko porażony rdzą jeżyny
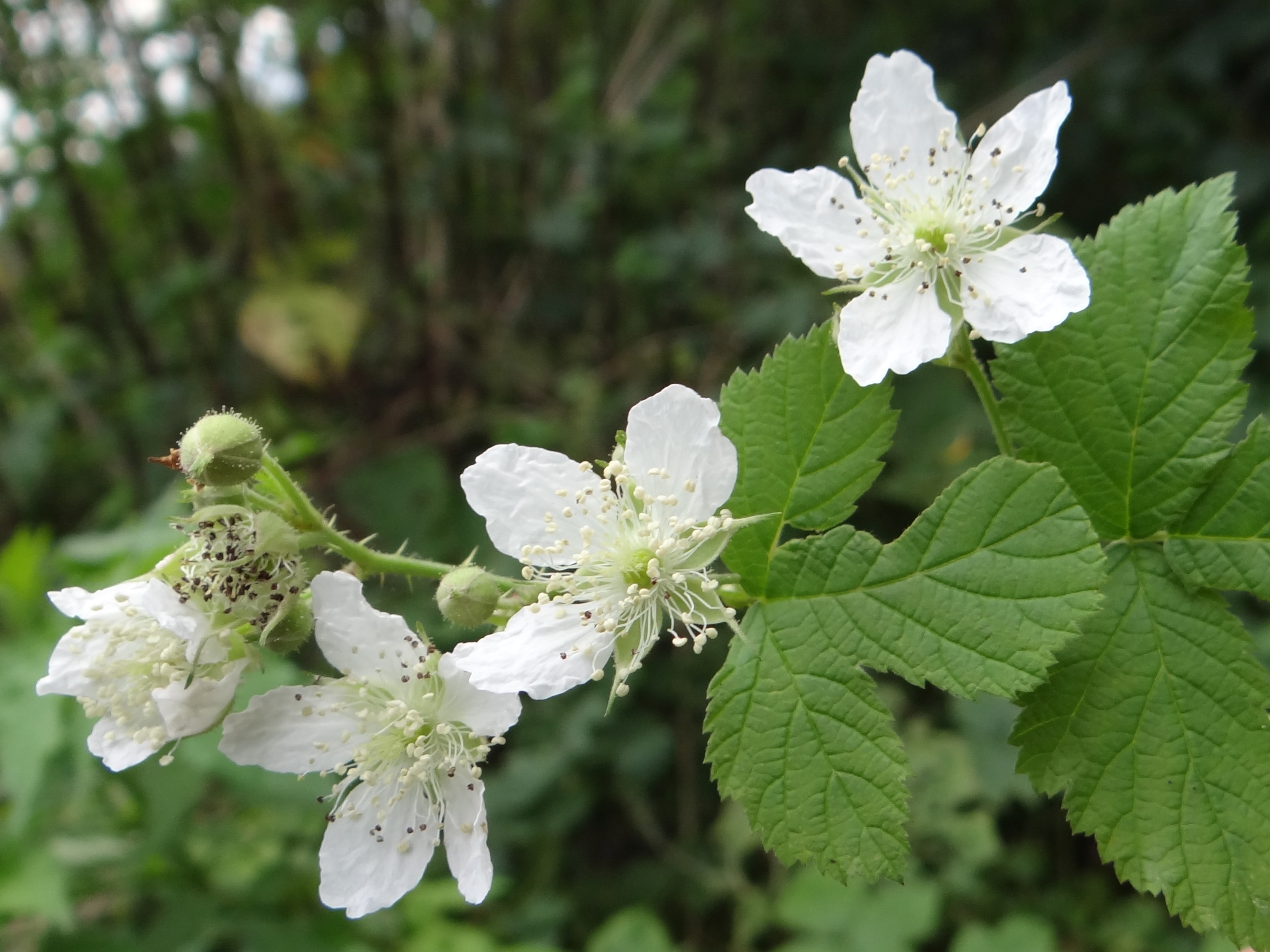
Kwitnący pęd
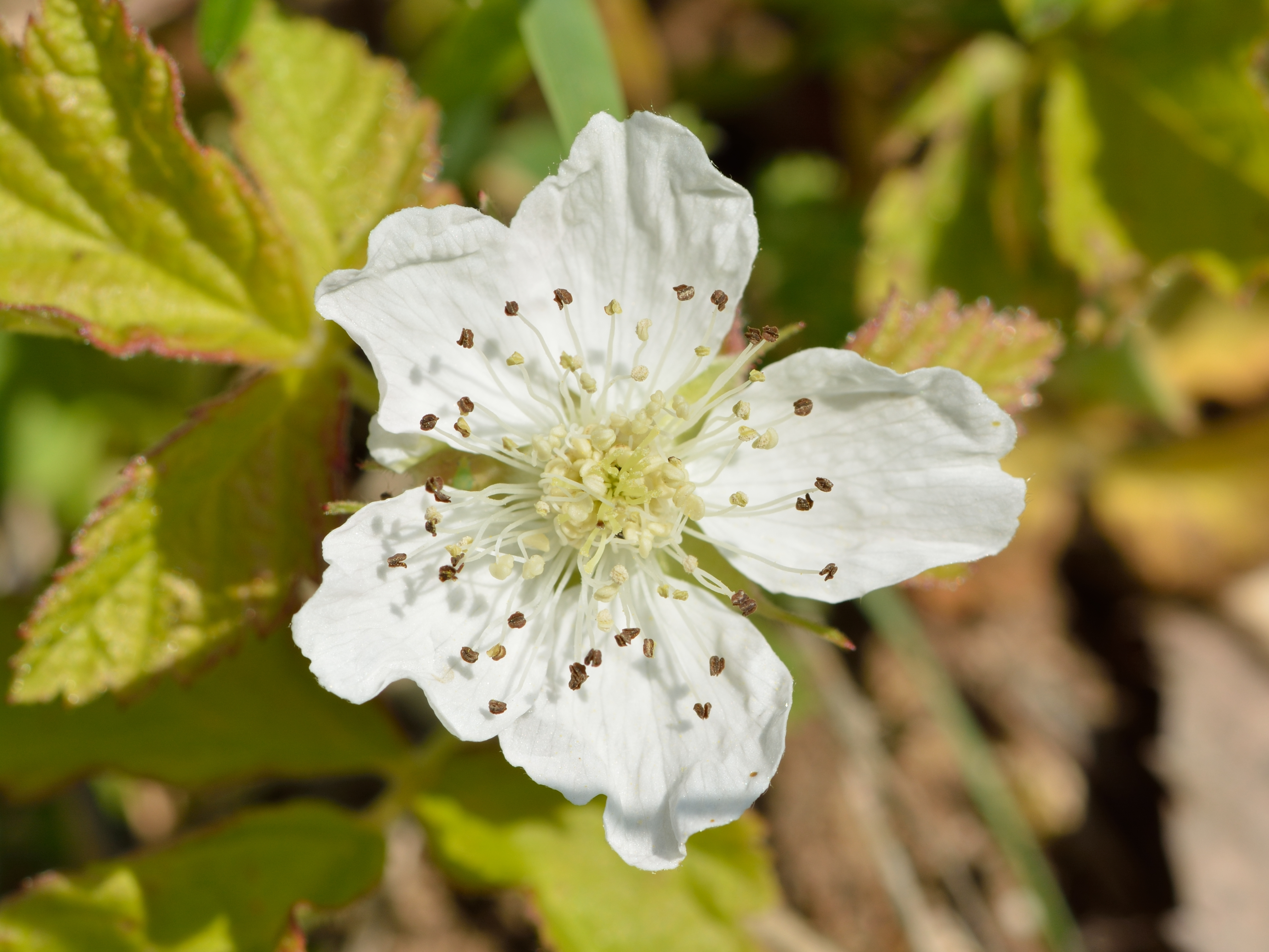
Kwiat
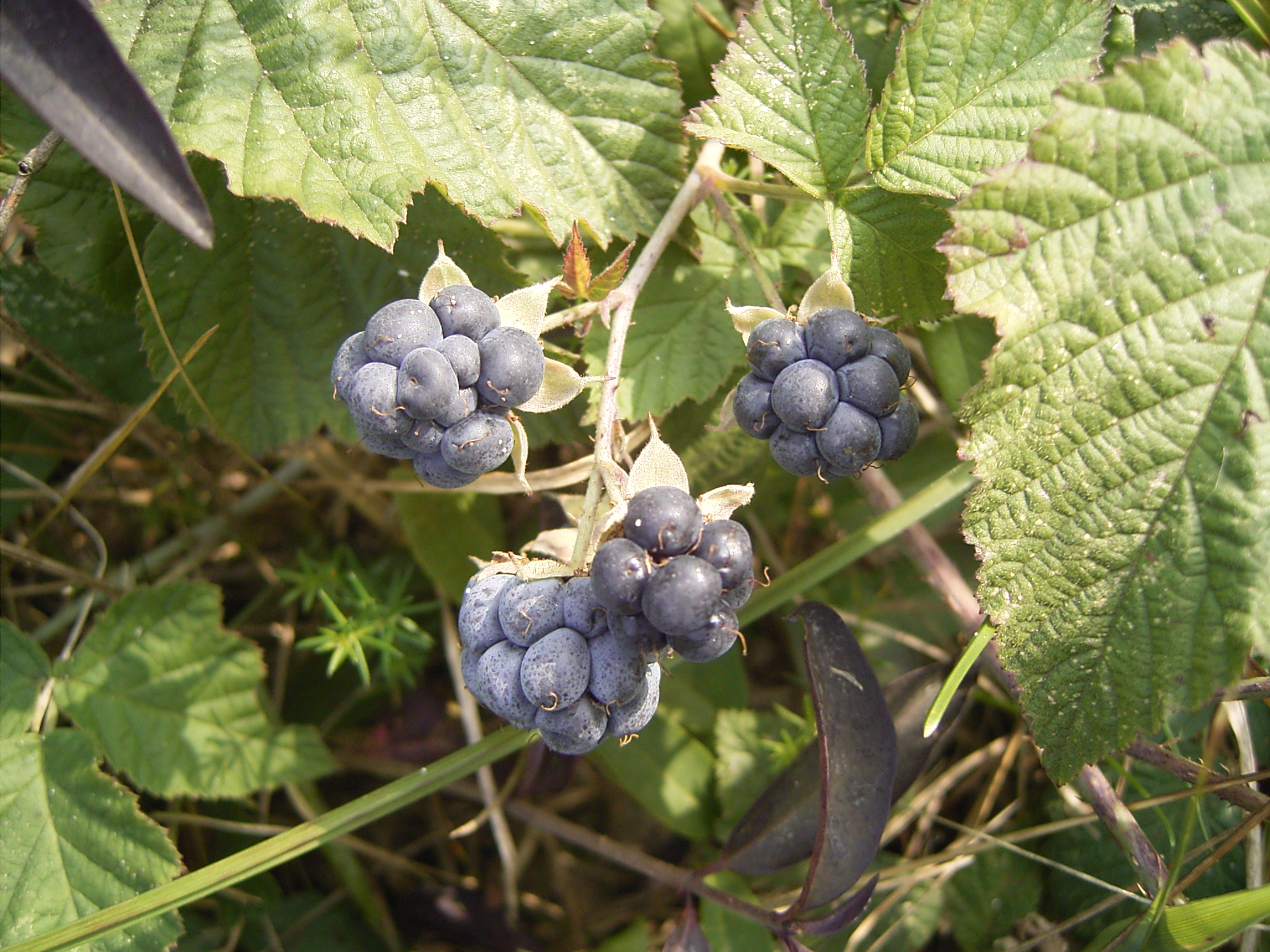
Owoce

## Zastosowanie
Roślina leczniczaMa podobne własności lecznicze, jak jeżyna fałdowana. W medycynie ludowej liście i owoce jeżyny były wykorzystywane już w starożytności.
- Surowiec zielarski: Liść – Folium Rubi caesii, "owoc" – Fructus rubi caesii. Liście zawierają garbniki, flawonoidy, barwniki antocyjanowe, kwasy organiczne, witaminę C, witaminę B, inozyt, pektyny[10].
- Działanie. Liście regulują przemianę materii, mają działanie przeciwzapalne, przeciwwirusowe, grzybobójcze, ściągające, napotne, wykrztuśne, moczopędne i przeciwcukrzycowe. Suszone owoce wykorzystuje się podobnie jak owoce maliny w stanach podgorączkowych i jako środek wypotny[10].

Inne zastosowania
- Świeże owoce można wykorzystywać zaraz po zebraniu jako dodatek do ciast i deserów, wytwarzać z nich koktajle i galaretki. Wykonuje się z nich także przetwory: soki, konfitury, dżemy i kompoty[10].
- Z owoców wytwarza się nalewki i wina. W smaku przypominają szlachetne wina hiszpańskie. Zalecany okres leżakowania – 2 lata[10].
- Z młodych, suszonych lub przefermentowanych liści można sporządzać herbatę[10].
- Suszone owoce są składnikiem niektórych herbat owocowych[10].
- Z młodych pędów, liści i korzeni dawniej wytwarzano żółty barwnik[10].